# (13937) Roberthargraves
(13937) Roberthargraves est un astéroïde de la ceinture principale.

## Description
(13937) Roberthargraves est un astéroïde de la ceinture principale. Il fut découvert le 2 août 1989 à l'Observatoire Palomar par Carolyn S. Shoemaker et Eugene M. Shoemaker. Il présente une orbite caractérisée par un demi-grand axe de 2,54 UA, une excentricité de 0,24 et une inclinaison de 29,6° par rapport à l'écliptique.

## Compléments